# N'Zi (cours d'eau)
Le N'Zi est un cours d'eau de Côte d'Ivoire qui prend sa source à l'est de Ferkessédougou dans le district des Savanes. Il coule vers le sud et se jette en rive gauche du Bandama quelques kilomètres au nord de Tiassalé après un parcours d'environ 725 km. Il est franchi par le viaduc du N'Zi à la hauteur de Dimbokro,.

## Régime hydraulique
[modifier | modifier le code]
La période de Décembre à Mars est caractérisée par la baisse d’eau. Les crues varient d’une année à l’autre. Pendant les périodes de pluies, on observe les débits maximaux.

## Impact environnemental et socio-économique
[modifier | modifier le code]
Approvisionnement en eau pour l’irrigation et pour les besoins des riverains, le N’Zi est une source de vie importante. Aussi, les herbes sauvages et l’accumulation de jacinthes d’eau affectent la qualité de l’eau du N’Zi. Le N’Zi est important pour le paysage hydraulique ivoirien et également pour les populations riveraines.